# 伯奈利拉斐爾CrioComfort半自動霰彈槍
伯奈利拉斐爾CrioComfort（英語：Benelli Raffaello CrioComfort）是一款由意大利槍械製造商伯奈利公司在1990年代後期設計和生產的現代化標準型半自動式散彈槍，適合獵人、執法機關和軍隊三方使用，可以發射任可以發射23⁄4、3英吋甚至31⁄2英吋12鉛徑霰彈。

## 設計
因為改為半自動操作關係，相對於泵動式霰彈槍而言只需要較少的組成部件，操作原理也因此變得簡單。
主要特點就是該霰彈槍的槍機閉鎖塊系統和內置式管式彈倉的供彈系統（可切斷）經過改進。這些設計使得伯奈利拉斐爾CrioComfort更可靠，更實用，更容易攜帶和更容易維修。

## 操作
基本上伯奈利的一系列半自動霰彈槍都使用相同的基本操作規則，那就是惯性原理運作。利用一根固定的槍管以及霰彈槍射擊時的动能所產生的後座力。
該系統無需大量高壓火藥燃氣或槍管的後座力以便操作，但是這種運作方式必需要利用弹簧在槍機頭和槍機之間自由地運作。
射擊時，由於霰彈槍的後座力，使得霰彈槍的底部慣性自動由後移動4毫米，把彈簧壓縮。當彈簧完全壓縮，排殼口會完全打開，把彈殼推到後方，在殘餘的壓力下自動排出，然後就會自動從內置式管式彈倉內部取出下一發霰彈藥筒，亦立刻裝入膛室以內。
而計算彈簧壓力的方法就是拖延槍機的開鎖時間，但之後彈簧可能會因為射擊的關係而自動離開了槍管，和必需因應不同長度的霰彈藥筒所產生的後座力而調整。

## 外部連結
- （意大利文）—意大利伯奈利官方網站—Raffaello CrioComfort
- （英文）—美國伯奈利官方網站（页面存档备份，存于）